# Dorsoduro

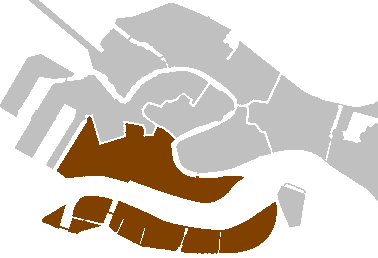
Dorsoduro

Dorsoduro is het meest zuidelijke van de zes historische sestieri (stadsdelen) van de Italiaanse stad Venetië. Ook het eiland Giudecca en het naastgelegen eiland Sacca Fisola worden tot de wijk gerekend. Het tussenliggende wateroppervlak wordt het Canale della Giudecca genoemd. De Zattere is een lange promenade gelegen aan het kanaal van Giudecca.
Met de Ponte dell'Accademia over het Canal Grande is het stadsdeel verbonden met het stadshart in de sestiere San Marco. Verder grenst het aan de sestieri Santa Croce en San Polo.

## Bezienswaardigheden
- Ca' Rezzonico
- Ca' Dario
- Scuola Grande dei Carmini
- Campo Santa Margherita
- Gallerie dell'Accademia
- Peggy Guggenheim Collection in het 18e-eeuwse Palazzo Venier dei Leoni
- Dogana da Mar op Punta della Dogana
- Basiliek van Santa Maria della Salute
- Il Redentore, een kerk uit 1592.
- Chiesa di San Sebastiano
- Chiesa dell'Angelo San Raffaele
- Chiesa di Ognissanti